# Inger Hestvik
Inger Dagmar Margareta Hestvik, född Johansson 13 juli 1931 i Borlänge, död där 12 september 2022, var en svensk socialdemokratisk politiker, som 1982–1994 var riksdagsledamot för Kopparbergs läns valkrets. Hon var ledamot i Lagutskottet 1985–1994.